# 青島要塞爆撃命令
『青島要塞爆撃命令』（チンタオようさいばくげきめいれい）は、1963年（昭和38年）5月29日に東宝が製作した戦争映画。東宝スコープ、カラー作品。併映は「社長シリーズ」の一本である『続・社長外遊記』（監督：松林宗恵）。
海外では"Siege of fort bismarck"のタイトルで公開された。

## 解説
日本映画としては珍しく、第一次世界大戦を扱った作品である。青島の戦い（日独戦争）を題材に、日本初の海軍航空隊としてドイツ帝国軍に立ち向かった若者たちを描く。従来の戦争映画のような悲劇性は抑えられ、スパイ活劇として描かれている。
監督の古澤憲吾と特技監督の円谷英二は本作品で初めて組んでおり、後に映画『大冒険』も手がけた。
劇中のドイツ兵のセリフは、画面の隅に並ぶ通常の日本語字幕に加え、画面いっぱいに「敵は勇敢だ！」「底抜けに勇敢だ！」といった手書きの字幕が広がるなど、他の作品には見られない演出がなされている。

## あらすじ
バルカン半島に端を発した第一次世界大戦の影響は、遠く極東にもおよぶ。ドイツが中国の膠州湾一帯を租借地にしており、青島をアジア侵出への拠点としたからだ。日本は日英同盟から連合国として参戦を要求され、青島攻略の主力として立ち向かう。だが、ビスマルク要塞には巨大砲台が設置され、日本海軍が誇る連合艦隊ですらも接近は難しく、攻略は困難を極める。そんな折、連合艦隊の加藤定吉長官によって急遽白羽の矢が立てられたのは、「追浜海軍航空術研究所」に駐屯する、まだ黎明期の飛行隊だった。その部隊も、編成は2機のファルマン水上機と大杉少佐以下、飛行機に乗ったことのない庄司を含むパイロットが計5名のみだったが、部隊を存続させるためにも大杉は出撃を決意する。大正3年9月下旬、甲板に複葉機を積載した輸送艦・若宮丸は世界初の航空母艦となり、一路青島を目指した。
そして、要塞への初出撃当日を迎えたが、大杉・国井が乗るモ式水上機は爆弾が間に合わず、煉瓦や五寸釘を搭載しながらも、若宮丸乗組員の熱烈な送別を背に発進した。エアポケットにはまり、国井が切れたワイヤを翼上で繋ぎながら、何とか敵の頭上から煉瓦や五寸釘を投下し、要塞の偵察を行なう。そこへ機関銃で武装した敵のタウベが飛来するが、モ式は拳銃しか自衛武装が無く、曲技飛行で挑発するタウベを尻目に退散を余儀なくされる。その後、出撃のたびに湾内に進入する危険を防ぐため、飛行隊は湾内に近い霊山島に拠点を設置した。真木が窮地を救った女性の楊白麗ら島民の「祭がしたい」との要望に大杉は応えるが、瓶入りの手紙から島民にスパイがいることが判明する。やがて、祭りの夜には白麗の兄である趙英俊がジャンクに火を放ち、若宮丸を撃沈しようと企む。火だるまのジャンクが若宮丸に迫る中、庄司は海に飛び込んでジャンクの舳先を変えようとするが爆発に巻き込まれて戦死し、英俊も二宮によって射殺された。司令部は白麗の処分を島の部隊に要求するが、大杉たちは（架空の）海軍刑法123条に基づいて白麗を大陸追放とした。
大杉は、機関銃手が乗った2号機がタウベをおびき寄せている間に1号機に吊った爆弾を投下する戦法を考案し、出撃して作戦を実行するが、投下した爆弾は1発も命中せず失敗する。しかも、二宮と真木を乗せた2号機はタウベの機関銃手を射殺するがエンジンに被弾して墜落したうえ、彼らには懸賞金が出ていたことから、逃げ込んだ先の雑貨屋の店主によってドイツ軍に突き出され、捕虜になってしまう。地下牢に入れられた二宮と真木の前には白麗が現れ、彼らに死刑を宣告するが、処刑場へ向かう途中に3人でともに逃亡する。
一方、青島攻略開始から1か月が経過し、ドイツ極東艦隊が膠州湾に接近するにつれ、艦隊でも航空機に頼らずに総攻撃を行なうべきとの意見が大勢を占めつつあった。加藤長官は飛行機が時期尚早であったと悟り、若宮丸を運送船に降格しての総攻撃を決定する。そんな中、真木のみが若宮丸に帰還する。大杉らは残った1機を爆弾無搭載で離陸させ、海岸への着水後に燃料と爆弾を補給してからビスマルク要塞の弾薬庫を爆撃する作戦を考案する。大杉は補給隊を指揮して上陸し、ドイツ兵の目を欺きながら補給地点に向かう。だがそのころ、若宮丸は触雷して沈没してしまう。海上に浮かんだ水上機は、漂流する若宮丸乗組員たちの激励を受け、弾薬庫への爆撃に向かって離陸した。

## 出演者
参照
- 国井中尉：加山雄三
- 真木中尉：佐藤允
- 二宮中尉：夏木陽介
- 大杉少佐：池部良
- 楊白麗：浜美枝
- 加藤長官：藤田進
- 吉川大尉：平田昭彦
- 村田参謀：田崎潤
- 庄司候補生：伊吹徹
- 趙英俊[8]：成瀬昌彦
- 戸田大尉：柳谷寛
- 太田兵曹：堤康久
- 艦隊参謀：清水元、野村浩三、大友伸
- 警備隊の当直下士：広瀬正一
- 補給隊員：若松明、山田彰
- 牛車の親方：左卜全
- 初老の男：佐田豊
- 艦隊参謀[要出典]：草間璋夫、手塚勝巳
- 楊白麗をからかう警備隊の水兵[要出典]：二瓶正典、岡豊、権藤幸彦
- 警備隊員[要出典]：吉田静司、上村幸之
- ベルゲ中尉：ロルフ・ジェサップ
- ランゲ大尉：ウエルナ・ヴェンツ
- 獄房の番兵：オスマン・ユセフ
- 列車の警乗兵：ギュンタ・ロメナス
- 機関手：エリー・ランツマン
- 見張所の監視兵：ジェシー・イユーネン
- 英軍司令官：ハロルド・コンウェイ

## スタッフ
参照
- 製作：田中友幸
- 脚本：須崎勝弥
- 撮影：小泉福造
- 美術：北猛夫
- 録音：伴利也
- 照明：金子光男
- 音楽：松井八郎
- 整音：下永尚
- 監督助手：梶田興治
- 編集：黒岩義民
- 音響効果：知久長五郎
- 現像：東京現像所
- 製作担当者：中村茂
- 監督：古澤憲吾

### 特殊撮影
- 撮影：有川貞昌・富岡素敬
- 光学撮影：幸隆生・真野田幸雄
- 美術：渡辺明
- 照明：岸田九一郎
- 合成：向山宏
- 製作担当者：小池忠司
- 監督助手（チーフ）[1]：中野昭慶（ノンクレジット）
- 特技監督：円谷英二

## 特撮
撮影にあたっては、モ式ロ号水上機とルンプラー・タウベの翼長1メートル以上の精巧なミニチュアに加え、プロペラが回る本編撮影用の実物大モデルが製作された。どちらも撮影はセットのほか、富士山ではヘリコプターから吊って行われた。モ式ロ号水上機の実物大モデルは、大日本飛行協会で保存していた分解状態の実機を借りて復元図面を起こし、グライダー専門の職人によって組み立てられた。
また、若宮丸も実際に貨物船を使用して撮影されている。艦上のシーンは、三笠公園で保存されている戦艦「三笠」で撮影されている。
ビスマルク要塞のセットは、御殿場に1/10スケールの巨大なオープンセットが組まれた。このセットは、美術の井上泰幸がテント生活をしながら1か月かけて完成させたものであった。スタジオにも1/25スケールのセットが組まれた。ミニチュアセットの手前に俳優が演技を行う本編セットを組んで遠近感を表現する演出も行っている。
オープンセットでは、ヘリコプターからの空撮も行われた。しかし、本番時にはヘリから火薬の位置がわからなくなり、撮影のタイミングが合ったのは10発中4発程度であった。また、現場の手違いにより、使用された火薬の量が予定の半分になってしまっていた。特殊効果の渡辺忠昭によれば、同シーンで初めてセメント爆発を用いているが、通常の爆発よりも音が小さかったため、特技監督の円谷英二は激怒したという。しかし、ラッシュでは迫力を出せていたため、以後のセメント爆発は定番の手法となっていった。撮影助手を務めた川北紘一は、爆破のシーンで山の形が変わっていたと述懐している。
クライマックスに登場する弾丸運搬列車（蒸気機関車）は、特注でガソリンエンジンを搭載した鋼鉄製のミニチュアが作られ、『ゴジラ』でも部分的に用いられた無人カメラで撮影された。しかし、オープンセットの傾斜を登れず、カメラを傾けたり、トンネルの奥から線で引っ張ったりして撮影した。このミニチュアは、2012年のイベント『館長 庵野秀明特撮博物館 ミニチュアで見る昭和平成の技』で展示された。

## 映像ソフト
- VHSは東宝から発売された（解説：山根貞男）ほか、キネマ倶楽部からも発売された[18]。品番：5056[18]
- LDは1994年2月1日に東宝から発売された[19]。品番：TLL2209[20]
- DVDは2006年6月23日に東宝から発売された[21]ほか、2013年11月8日には期間限定プライス版[22]として、2015年5月20日には東宝DVD名作セレクション[23]として廉価版が発売された。